# HomeLab
A HomeLab egy magyar tervezésű számítógépszéria volt, amelyet a Lukács testvérek állítottak elő. Lukács József készítette a számítógép hardveres, Lukács Endre pedig a szoftveres megvalósítását. A HomeLab a testvérek privát szellemi terméke volt, a szocializmus pedig számos nehézséget gördített a testvérek elé – József kötelező sorkatonai szolgálata miatt egy évet késett a hardveres implementáció, közben Endre elkezdte implementálni a számítógép operációs rendszerét. A rendszert az akkoriban globálisan is népszerű Zilog Z80 processzor köré tervezték.

## HomeLab 1
A HomeLab első változata sosem került kereskedelmi forgalomba, mivel a testvérek nem voltak elégedettek a gép működésével. A prototípust teljesen szétszedték, és áttervezték.

## HomeLab 2
A második verzióval már elégedettek voltak. A gép 32 soros karakteres üzemmódra volt képes 32 vagy 64 karakterrel egy sorban. A videójel előállítását szoftveres úton végezte a gép operációs rendszere. A számítógép billentyűzetkezelő elektronikája maximum 60 gomb implementálását támogatta. A számítógép támogatta a szoftverek magnóról történő betöltését is. Összesen 200 db HomeLab 2 struktúrájú számítógép készült.

## Aircomp 16
Az Aircomp 16 a HomeLab 2 egy változata, amelyet a Boscoop-Personal GT Color Ipari Szövetkezet gyártott a Lukács testvérekkel kötött szerződés alapján. 

Gyártó: Boscoop-Personal GT, Color Ipari Szövetkezet
Kialakítás: Személyi számítógép
Gyártó ország: Magyarország
Gyártás éve: 1982-től kezdve
Processzor: Zilog Z80A, 4 MHz
RAM: 16-64 KB
ROM: 16 KB
Szöveges felbontás: 32 x 32, 32 x 64
Hang: Beépített hangszóró
Billentyűzet: 59 billentyű, QWERTY, mechanikus billentyűzet
Csatlakozók: Monitor csatlakozó, TV csatlakozó, Z80 busz csatlakozó, magnó csatlakozó, párhuzamos port (egyben nyomtató csatlakozó)
Operációs rendszer: Homelab Basic
Adattároló: magnókazetta (külső egységgel)
Induló ár: 27000 forint
Mennyiség: összesen 100 db számítógép került legyártásra

## Nehézségek
A Lukács testvérek úgy vélték, hogy az ár túl magas, és ahhoz, hogy további piacot találjanak a terméküknek, és a fiatalok is megvásárolhassák a számítógépet, lejjebb kell szorítani az árat. Nem találtak a számítógéphez olyan állami vállalatot, amely jelentősen olcsóbban tudta volna gyártani a HomeLab-ot, ezért úgy döntöttek, maguk oldják meg a gyártást. Mivel Magyarországon ekkor szocializmus volt, hamarosan súlyos alkatrészhiány lépett fel, ami miatt át kellett gondolni a stratégiát. A Lukács testvérek ekkor úgy döntöttek, hogy csináld-magad KIT-ek formájában is kiadnak egy olcsó HomeLab-ot, amely csak a csupasz alaplapot, az operációs rendszert egy ROM-on, és a billentyűzetet tartalmazta, a többi alkatrészt (pl. RAM-ot, processzort) pedig a vevőnek külön kellett beszereznie. Ez a KIT 10 ezer forintba került. Hogy a vevők számára segítsék a számítógép összeállítását, klubokat, és találkozókat szerveztek. 

## HomeLab 3/4
A gépet fejlettebb beszédszintetizátorral szerelték fel, létezett konkrétan vakok és gyengénlátók számára készült rendszer is. A HomeLab 3-ból 100 példány, a 4-ből kb 400 példányt készítettek. A gépet a Color Ipari Szövetkezet is licencelte, és gyártotta.